# NGC 3337
NGC 3337 is een spiraalvormig sterrenstelsel in het sterrenbeeld Sextant. Het hemelobject werd op 22 maart 1865 ontdekt door de Duitse astronoom Albert Marth.

## Synoniemen
- ZWG 37.119
- NPM1G +05.0267
- PGC 31860